# Hidrogel

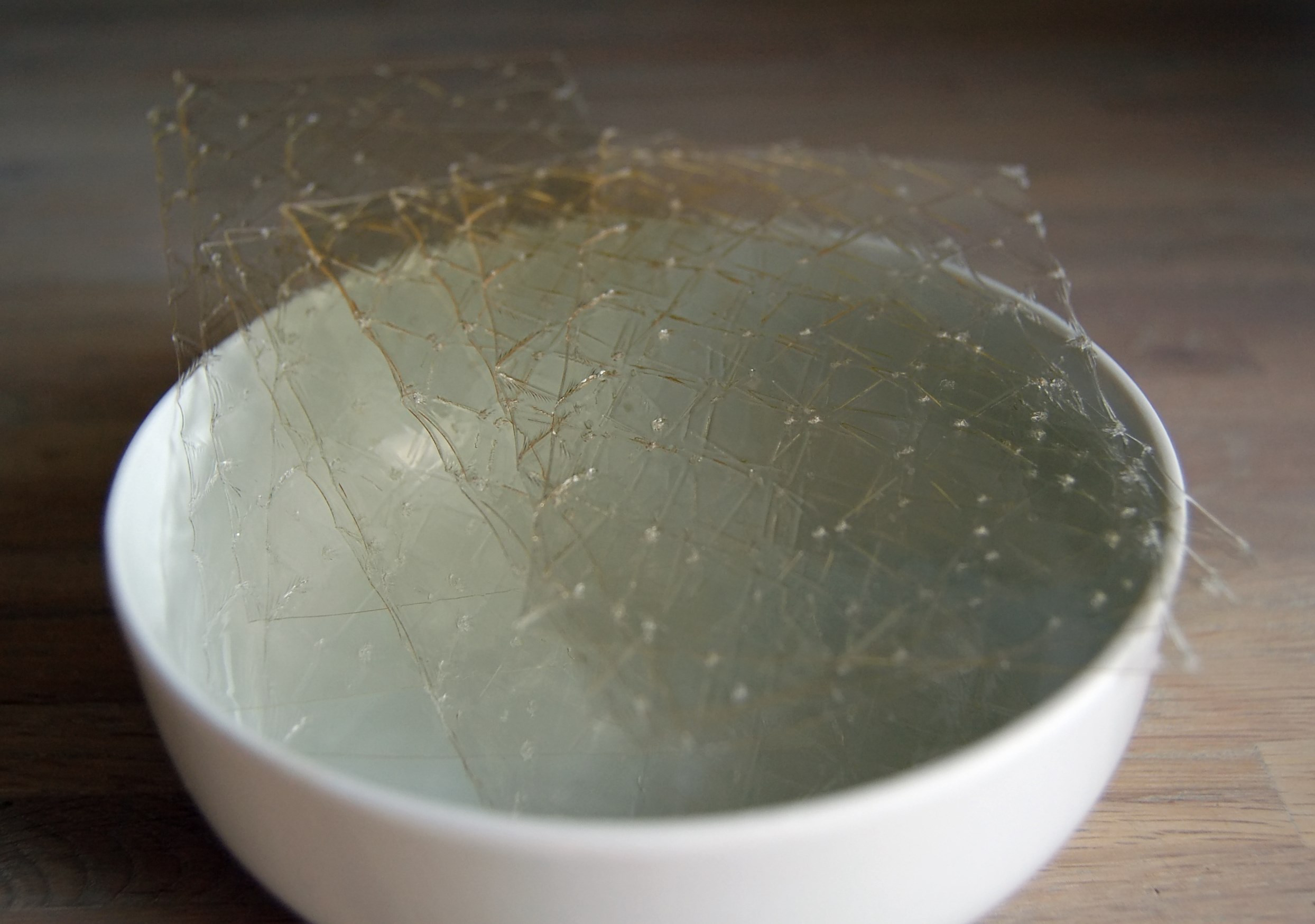
A gelatina, aqui em folhas para cozinhar, é um hidrogel.

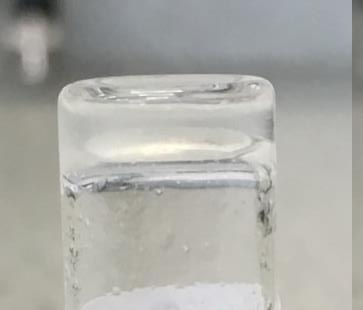
Formação de hidrogel peptídico mostrada pelo método do frasco invertido.

Um hidrogel é um material bifásico, uma mistura de sólidos porosos e permeáveis e pelo menos 10% em peso ou volume de fluido intersticial composto total ou principalmente por água. Nos hidrogéis, o sólido poroso permeável é uma cadeia tridimensional insolúvel em água de polímeros naturais ou sintéticos e um fluido, tendo absorvido uma grande quantidade de água ou fluidos biológicos. Essas propriedades sustentam diversas aplicações, principalmente na área biomédica. Muitos hidrogéis são sintéticos, mas alguns são derivados da natureza. O termo "hidrogel" foi cunhado em 1894.

## Química

### Classificação
As ligações cruzadas que ligam os polímeros de um hidrogel enquadram-se em duas categorias gerais: hidrogéis físicos e hidrogéis químicos. Os hidrogéis químicos possuem ligações covalentes de reticulação, enquanto os hidrogéis físicos possuem ligações que não são covalentes. [carece de fontes?] Os hidrogéis químicos podem resultar em géis reversíveis ou irreversíveis fortes devido à ligação covalente. Hidrogéis químicos que contêm ligações covalentes reversíveis de reticulação, como hidrogéis de tiômeros [en] reticulados por meio de ligações dissulfeto, não são tóxicos e são usados em vários medicamentos. Os hidrogéis físicos geralmente apresentam alta biocompatibilidade, não são tóxicos e também são facilmente reversíveis pela simples alteração de um estímulo externo como pH, concentração de íons (alginato) [en] ou temperatura (gelatina); eles também são usados para aplicações médicas. As ligações cruzadas físicas consistem em ligações de hidrogênio, interações hidrofóbicas [en] e emaranhados de cadeia (entre outros). Um hidrogel gerado através do uso de reticulações físicas é às vezes chamado de hidrogel “reversível”. As ligações cruzadas químicas consistem em ligações covalentes entre cadeias de polímero. Os hidrogéis gerados desta maneira são às vezes chamados de hidrogéis “permanentes”.
Os hidrogéis são preparados utilizando uma variedade de materiais poliméricos, que podem ser divididos amplamente em duas categorias de acordo com sua origem: polímeros naturais ou sintéticos. Os polímeros naturais para preparação de hidrogel incluem ácido hialurônico, quitosana, heparina, alginato [en], gelatina e fibrina. Polímeros sintéticos comuns incluem álcool polivinílico, polietilenoglicol, poliacrilato de sódio, polímeros de acrilato [en] e seus copolímeros. Embora os hidrogéis naturais geralmente não sejam tóxicos e muitas vezes ofereçam outras vantagens para uso médico, como biocompatibilidade [en], biodegradabilidade, efeito antibiótico/antifúngico e melhoram a regeneração de tecidos próximos, sua estabilidade e resistência são geralmente muito inferiores às dos hidrogéis sintéticos. Existem também hidrogéis sintéticos que podem ser usados para aplicações médicas, como polietilenoglicol (PEG), poliacrilato [en] e polivinilpirrolidona (PVP).

### Preparação

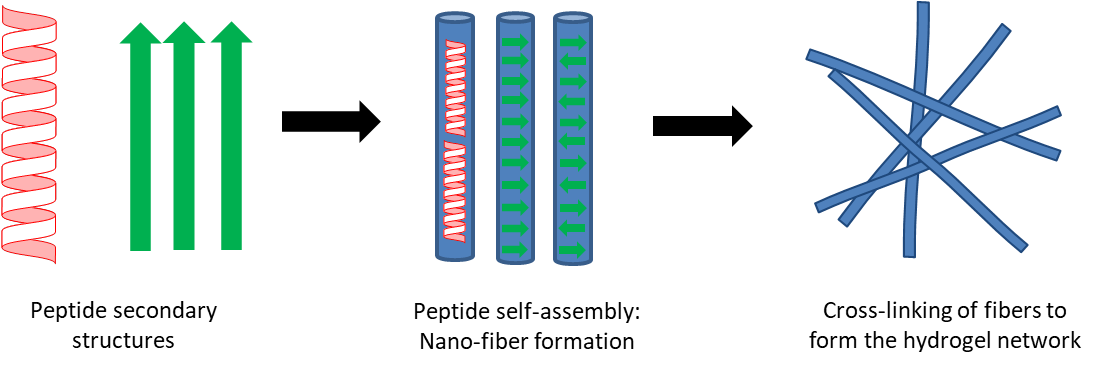
Esquema simplificado para mostrar o processo de automontagem envolvido na formação de hidrogel.

Existem dois mecanismos sugeridos por trás da formação física do hidrogel, sendo o primeiro a gelificação de conjuntos de peptídeos nanofibrosos, geralmente observados para precursores de oligopeptídeos [en]. Os precursores se automontam em fibras, fitas, tubos ou fitas que se entrelaçam para formar ligações cruzadas que não são covalentes. O segundo mecanismo envolve interações que não são covalentes de domínios reticulados que são separados por ligantes solúveis em água, e isso geralmente é observado em estruturas multidomínios mais longas. Ajuste das interações supramoleculares para produzir uma cadeia autossustentável que não precipita e também é capaz de imobilizar água vital para a formação de gel. A maioria dos hidrogéis oligopeptídicos tem uma estrutura de folha β e se agrupam para formar fibras, embora peptídeos helicoidais α também tenham sido relatados. O mecanismo típico de gelificação envolve a automontagem dos precursores oligopeptídicos em fibras que se tornam alongadas e emaranhadas para formar géis reticulados.
Um método notável de iniciar uma operação de polimerização envolve o uso de luz como estímulo. Nesse método, fotoiniciadores [en], compostos que se decompõem a partir da absorção de fótons, são adicionados à solução precursora que se tornará o hidrogel. Quando a solução precursora é exposta a uma fonte concentrada de luz, geralmente irradiação ultravioleta, os fotoiniciadores irão clivar e formar radicais livres, que iniciarão uma reação de polimerização que forma ligações cruzadas entre as cadeias poliméricas. Esta reação cessará se a fonte de luz for removida, permitindo que a quantidade de reticulações formadas no hidrogel seja controlada. As propriedades de um hidrogel são altamente dependentes do tipo e da quantidade de suas reticulações, tornando a fotopolimerização [en] uma escolha popular para o ajuste fino de hidrogéis. Esta técnica tem visto uso considerável em aplicações de engenharia de células e tecidos devido à capacidade de injetar ou moldar uma solução precursora carregada com células no local da ferida e, em seguida, solidificá-la in situ.
Hidrogéis fisicamente reticulados podem ser preparados por diferentes métodos dependendo da natureza da reticulação envolvida. Os hidrogéis de álcool polivinílico são geralmente produzidos pela técnica de congelamento-descongelamento. Neste, a solução é congelada por algumas horas, depois descongelada em temperatura ambiente, e o ciclo é repetido até que um hidrogel forte e estável seja formado. Os hidrogéis de alginato [en] são formados por interações iônicas entre alginato e cátions de carga dupla. Um sal, geralmente cloreto de cálcio, é dissolvido em uma solução aquosa de alginato de sódio, que faz com que os íons de cálcio criem ligações iônicas entre as cadeias de alginato. Os hidrogéis de gelatina são formados pela mudança de temperatura. Uma solução aquosa de gelatina forma um hidrogel em temperaturas abaixo de 37–35 °C, à medida que as interações de Van der Waals entre as fibras de colágeno se tornam mais fortes do que as vibrações moleculares térmicas.

### Hidrogéis à base de peptídeos
Os hidrogéis à base de peptídeos possuem excepcionais qualidades de biocompatibilidade [en] e biodegradabilidade, dando origem à sua ampla utilização em aplicações, principalmente na biomedicina; como tal, as suas propriedades físicas podem ser ajustadas para maximizar a sua utilização. Os métodos para fazer isso são: modulação da sequência de aminoácidos, pH, quiralidade e aumento do número de resíduos aromáticos [en]. A ordem dos aminoácidos dentro da sequência é crucial para a gelificação, como foi demonstrado muitas vezes. Em um exemplo, uma sequência peptídica curta Fmoc-Phe-Gly formou prontamente um hidrogel, enquanto Fmoc-Gly-Phe não conseguiu fazê-lo como resultado da movimentação das duas porções aromáticas adjacentes, dificultando as interações aromáticas. A alteração do pH também pode ter efeitos semelhantes, um exemplo envolveu o uso dos dipeptídeos modificados por naftaleno (Nap) Nap-Gly-Ala e Nap-Ala-Gly, onde uma queda no pH induziu a gelificação do primeiro, mas levou à cristalização deste último. Um método de diminuição controlada do pH usando glucono-δ-lactona (GdL), onde o GdL é hidrolisado em ácido glucônico em água, é uma estratégia recente que foi desenvolvida como uma forma de formar hidrogéis homogêneos e reprodutíveis. A hidrólise é lenta, o que permite uma mudança uniforme de pH, resultando assim em géis homogêneos reprodutíveis. Além disso, o pH desejado pode ser alcançado alterando a quantidade de GdL adicionada. O uso de GdL tem sido utilizado diversas vezes para a hidrogelação de dipeptídeos Fmoc e Nap. Em outra direção, Morris et al relataram o uso de GdL como um “gatilho molecular” para prever e controlar a ordem de gelificação. A quiralidade também desempenha um papel essencial na formação do gel, e mesmo a alteração da quiralidade de um único aminoácido do seu aminoácido L natural para o seu aminoácido D que não é natural pode impactar significativamente as propriedades de gelificação, com as formas naturais não formando géis. Além disso, as interações aromáticas desempenham um papel fundamental na formação de hidrogel como resultado do empilhamento π-π que impulsiona a gelificação, demonstrado por muitos estudos.

### Outro
Os hidrogéis também possuem um grau de flexibilidade muito semelhante ao tecido natural devido ao seu significativo teor de água. Como "materiais inteligentes" [en] responsivos, os hidrogéis podem encapsular sistemas químicos que, após estimulação por fatores externos, como uma mudança de pH, podem fazer com que compostos específicos, como a glicose, sejam liberados para o meio ambiente, na maioria dos casos por uma transição gel-sol para o estado líquido. Os polímeros quimiomecânicos são, em sua maioria, também hidrogéis, que após estimulação alteram seu volume e podem servir como atuadores ou sensores.
- Uma microbomba [en] baseada em uma barra de hidrogel (tamanho 4×0,3×0,05 mm) acionada por tensão aplicada. Esta bomba pode funcionar continuamente com uma bateria de 1,5 V por pelo menos 6 meses.[38]

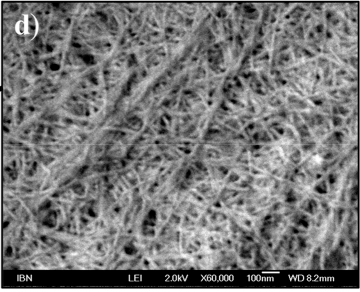
Um arranjo (matriz) de hidrogel curto à base de peptídeos, capaz de reter cerca de cem vezes seu próprio peso em água. Desenvolvido como curativo médico.
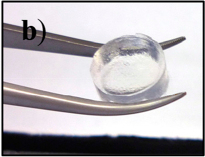
Foto do mesmo hidrogel à base de peptídeo curto, preso em uma pinça para demonstrar sua rigidez e transparência.

## Propriedades mecânicas

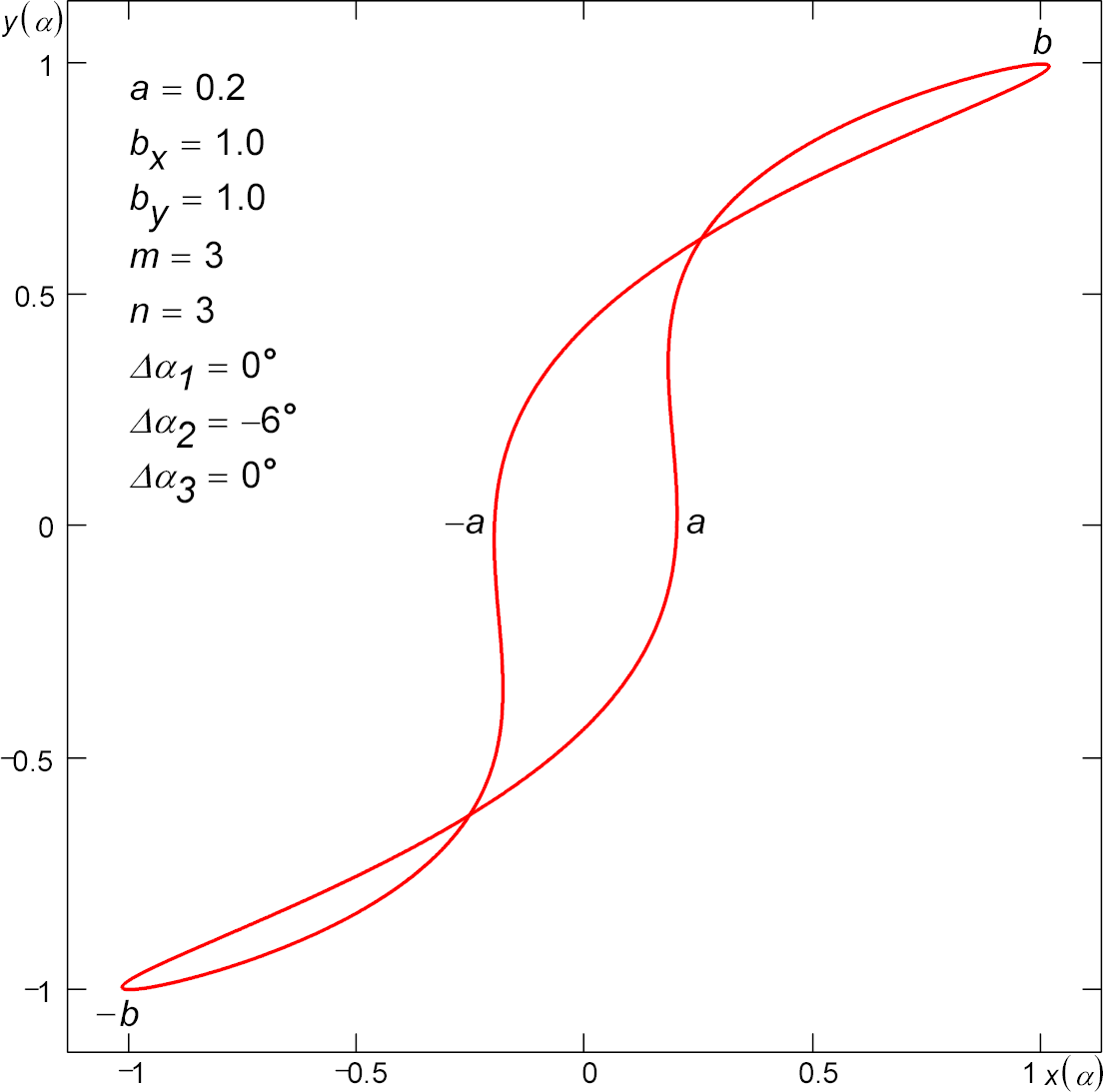
R. V. Lapshin, Modelo do ciclo de histerese: resultado da 'compressão' induzida pelo deslocamento de fase Δα₂, formando um ciclo de histerese triplo suavemente auto-intersectante, do tipo clássico.

Hidrogéis têm sido investigados para diversas aplicações. Ao modificar a concentração de polímero de um hidrogel (ou inversamente, a concentração de água), o módulo de Young, o módulo de cisalhamento e o módulo de armazenamento [en] podem variar de 10 Pa a 3 MPa, uma faixa de cerca de cinco ordens de grandeza. Um efeito semelhante pode ser observado alterando a concentração de reticulação. Esta grande variabilidade da rigidez mecânica é a razão pela qual os hidrogéis são tão atraentes para aplicações biomédicas, onde é vital que os implantes correspondam às propriedades mecânicas dos tecidos circundantes. Caracterizar as propriedades mecânicas dos hidrogéis pode ser difícil, especialmente devido às diferenças no comportamento mecânico que os hidrogéis apresentam em comparação com outros materiais de engenharia tradicionais. Além da elasticidade e viscoelasticidade de borracha, os hidrogéis possuem um mecanismo adicional de deformação dependente do tempo, que depende do fluxo do fluido, denominado poroelasticidade [en]. Essas propriedades são extremamente importantes a serem consideradas durante a realização de experimentos mecânicos. Alguns experimentos de testes mecânicos comuns para hidrogéis são tensão, compressão (confinada ou que não é confinada), indentação, reometria [en] de cisalhamento ou análise mecânica dinâmica [en].
Os hidrogéis possuem dois regimes principais de propriedades mecânicas: elasticidade de borracha [en] e viscoelasticidade:

### Elasticidade de borracha
No estado desinchado, os hidrogéis podem ser modelados como géis químicos altamente reticulados, nos quais o sistema pode ser descrito como uma cadeia polimérica contínua. Nesse caso:
{\displaystyle G=N_{p}kT={\rho RT \over {\overline {M}}_{c}}}
onde G é o módulo de cisalhamento, k é a constante de Boltzmann, T é a temperatura, Np é o número de cadeias poliméricas por unidade de volume, ρ é a densidade, R é a constante do gás ideal e {\displaystyle {\overline {M}}_{c}} é o (número) peso molecular médio entre dois pontos de reticulação adjacentes. {\displaystyle {\overline {M}}_{c}} pode ser calculado a partir da taxa de expansão, Q, que é relativamente fácil de testar e medir.
Para o estado inchado, uma rede de gel perfeita pode ser modelada como:
{\displaystyle G_{\textrm {inchado}}=GQ^{-1/3}}
Em uma extensão uniaxial simples ou teste de compressão, a tensão verdadeira, {\displaystyle \sigma _{t}}, e a tensão de engenharia, {\displaystyle \sigma _{e}}, podem ser calculadas como:
{\displaystyle \sigma _{t}=G_{\textrm {inchado}}\left(\lambda ^{2}-\lambda ^{-1}\right)}
{\displaystyle \sigma _{e}=G_{\textrm {inchado}}\left(\lambda -\lambda ^{-2}\right)}
onde {\displaystyle \lambda =l_{\textrm {atual}}/l_{\textrm {original}}} é o alongamento.

### Viscoelasticidade
Para hidrogéis, sua elasticidade vem do arranjo (matriz) polimérico sólido, enquanto a viscosidade se origina da mobilidade da cadeia polimérica e da água e outros componentes que compõem a fase aquosa. As propriedades viscoelásticas de um hidrogel são altamente dependentes da natureza do movimento mecânico aplicado. Assim, a dependência do tempo dessas forças aplicadas é extremamente importante para avaliar a viscoelasticidade do material.
Os modelos físicos para viscoelasticidade tentam capturar as propriedades elásticas e viscosas de um material. Em um material elástico, a tensão é proporcional à deformação, enquanto em um material viscoso, a tensão é proporcional à taxa de deformação. O modelo de Maxwell é um modelo matemático desenvolvido para resposta viscoelástica linear. Neste modelo, a viscoelasticidade é modelada de forma análoga a um circuito elétrico com uma mola Hookeana, que representa o módulo de Young, e um amortecedor Newtoniano que representa a viscosidade. Um material que apresenta propriedades descritas neste modelo é um material de Maxwell [en]. Outro modelo físico usado é chamado de Modelo de Kelvin–Voigt e um material que segue esse modelo é chamado de material de Kelvin–Voigt [en]. A fim de descrever o comportamento de fluência dependente do tempo e de relaxamento de tensão do hidrogel, uma variedade de modelos de parâmetros físicos concentrados pode ser usada. Esses métodos de modelagem variam muito e são extremamente complexos, portanto a descrição empírica da Série de Prony [en] é comumente usada para descrever o comportamento viscoelástico em hidrogéis.
A fim de medir o comportamento viscoelástico dependente do tempo dos polímeros, a análise mecânica dinâmica [en] é frequentemente realizada. Normalmente, nessas medições, um lado do hidrogel é submetido a uma carga senoidal em modo de cisalhamento, enquanto a tensão aplicada é medida com um transdutor de tensão e a mudança no comprimento da amostra é medida com um transdutor de deformação. Uma notação usada para modelar a resposta senoidal à tensão ou deformação periódica é:
{\displaystyle G=G'+iG''}
em que G' é o módulo real (elástico ou de armazenamento), G" é o módulo imaginário (viscoso ou de perda).

### Poroelasticidade
A poroelasticidade [en] é uma característica dos materiais relacionada à migração do solvente através de um material poroso e à deformação simultânea que ocorre. A poroelasticidade em materiais hidratados, como os hidrogéis, ocorre devido ao atrito entre o polímero e a água à medida que a água se move através do arranjo (matriz) poroso durante a compressão. Isso causa uma diminuição na pressão da água, o que adiciona tensão adicional durante a compressão. Semelhante à viscoelasticidade, este comportamento depende do tempo, portanto a poroelasticidade depende da taxa de compressão: um hidrogel mostra maciez após compressão lenta, mas a compressão rápida torna o hidrogel mais rígido. Este fenômeno se deve ao fato de o atrito entre a água e o arranjo (matriz) porosa ser proporcional ao fluxo de água, que por sua vez depende da taxa de compressão. Assim, uma maneira comum de medir a poroelasticidade é realizar testes de compressão em taxas de compressão variadas. O tamanho dos poros é um fator importante que influencia a poroelasticidade. A equação de Kozeny–Carman [en] tem sido usada para prever o tamanho dos poros, relacionando a queda de pressão com a diferença de tensão entre duas taxas de compressão.
A poroelasticidade é descrita por diversas equações acopladas, portanto existem poucos ensaios mecânicos que se relacionam diretamente com o comportamento poroelástico do material, portanto são utilizados ensaios mais complicados como ensaios de indentação, modelos numéricos ou computacionais. Métodos numéricos ou computacionais tentam simular a permeabilidade tridimensional da cadeia de hidrogel.

### Resposta ambiental
A sensibilidade ambiental mais comumente observada em hidrogéis é uma resposta à temperatura. Muitos polímeros/hidrogéis exibem uma transição de fase dependente da temperatura, que pode ser classificada como temperatura crítica superior da solução (T.C.S.S.) [en] ou temperatura crítica inferior da solução (T.C.I.S.) [en]. Os polímeros de temperatura crítica superior da solução aumentam sua solubilidade em água em temperaturas mais altas, o que leva à transição dos hidrogéis de temperatura crítica inferior da solução de um gel (sólido) para uma solução (líquida) à medida que a temperatura aumenta (semelhante ao comportamento do ponto de fusão de materiais puros). Este fenômeno também faz com que os hidrogéis de temperatura crítica superior da solução se expandam (aumentem sua taxa de expansão) à medida que a temperatura aumenta enquanto eles estão abaixo de sua temperatura crítica superior da solução. No entanto, os polímeros com temperatura crítica inferior da solução apresentam uma dependência inversa (ou negativa) da temperatura, onde a sua solubilidade em água diminui a temperaturas mais elevadas. Os hidrogéis de temperatura crítica inferior da solução fazem a transição de uma solução líquida para um gel sólido à medida que a temperatura aumenta, e eles também encolhem (diminuem sua taxa de expansão) à medida que a temperatura aumenta enquanto estão acima de sua temperatura crítica inferior da solução.
As aplicações podem determinar diversas respostas térmicas. Por exemplo, no campo biomédico, os hidrogéis de temperatura crítica inferior da solução estão sendo investigados como sistemas de administração de medicamentos devido a serem injetáveis (líquidos) à temperatura ambiente e depois solidificarem em um gel rígido após exposição às temperaturas mais altas do corpo humano. Existem muitos outros estímulos aos quais os hidrogéis podem responder, incluindo: pH, glicose, sinais elétricos, luz [en], pressão [en], íons, antígenos e muito mais.

### Aditivos
As propriedades mecânicas dos hidrogéis podem ser ajustadas de várias maneiras, começando com a atenção às suas propriedades hidrofóbicas. Outro método para modificar a resistência ou elasticidade dos hidrogéis é enxertá-los ou revesti-los superficialmente em um suporte mais forte/rígido, ou fazer compósitos de hidrogel superporoso (H.S.p.), nos quais é adicionado um aditivo de expansão de arranjo (matriz) reticulável. Foi demonstrado que outros aditivos, como nanopartículas e micropartículas, modificam significativamente a rigidez e a temperatura de gelificação de certos hidrogéis usados em aplicações biomédicas.

### Técnicas de processamento
Embora as propriedades mecânicas de um hidrogel possam ser ajustadas e modificadas através de concentração de reticulação e aditivos, essas propriedades também podem ser melhoradas ou otimizadas para diversas aplicações através de técnicas de processamento específicas. Essas técnicas incluem eletrofiação, impressão 3D/4D [en], automontagem [en] e fundição por congelamento [en]. Uma técnica de processamento única é através da formação de hidrogéis multicamadas para criar uma composição de arranjo (matriz) espacialmente variável e, por extensão, propriedades mecânicas. Isso pode ser feito polimerizando os arranjos (matrizes) de hidrogel camada por camada por meio de polimerização UV. Essa técnica pode ser útil na criação de hidrogéis que imitam a cartilagem articular, possibilitando um material com três zonas separadas de propriedades mecânicas distintas.
Outra técnica emergente para otimizar as propriedades mecânicas do hidrogel é aproveitar as vantagens da série de Hofmeister [en]. Devido a esse fenômeno, por meio da adição de solução salina, as cadeias poliméricas de um hidrogel se agregam e cristalizam, o que aumenta a tenacidade do hidrogel. Este método, denominado relargagem ("salgar"), tem sido aplicado a poli(álcool vinílico) hidrogéis pela adição de uma solução salina de sulfato de sódio. Algumas dessas técnicas de processamento podem ser usadas sinergicamente entre si para produzir propriedades mecânicas ideais. O congelamento direcional [en] ou fundição por congelamento [en] é outro método no qual um gradiente de temperatura direcional é aplicado ao hidrogel e é outra forma de formar materiais com propriedades mecânicas anisotrópicas. Utilizando técnicas de processamento de congelamento e salga em poli(álcool vinílico) hidrogéis para induzir morfologias hierárquicas e propriedades mecânicas anisotrópicas. O congelamento direcional dos hidrogéis ajuda a alinhar e coalescer as cadeias poliméricas, criando estruturas anisotrópicas semelhantes a tubos de favo de mel, enquanto a salga do hidrogel produz uma cadeia de nanofibrilas na superfície dessas estruturas semelhantes a tubos de favo de mel. Embora mantenham um teor de água superior a 70%, os valores de resistência desses hidrogéis estão bem acima dos polímeros isentos de água, como o polidimetilsiloxano (PDMS), a Kevlar e a borracha sintética. Os valores também superam a resistência do tendão e da seda de aranha naturais.

## Aplicações

### Lentes de contato gelatinosas

Estrutura molecular do hidrogel de silicone utilizado em lentes de contato flexíveis e permeáveis ao oxigênio.

O material dominante para lentes de contato são os hidrogéis de acrilato-siloxano. Elas substituíram as lentes de contato rígidas. Uma de suas propriedades mais atraentes é a permeabilidade ao oxigênio, necessária porque a córnea não possui vasculatura.

### Pesquisa

Células-tronco mesenquimais humanas interagindo com hidrogel trudimensional (3D) – fotografadas com imagens de células vivas sem rótulo

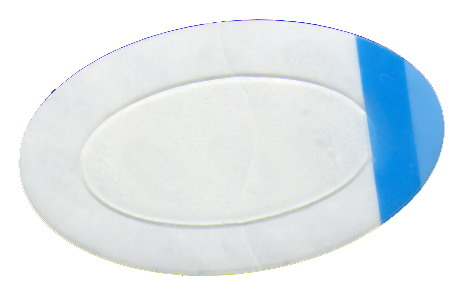
Bandagem ("curativo") adesiva com almofada de hidrogel, usada para bolhas e queimaduras. O gel central é transparente, o filme plástico adesivo impermeável é transparente, o suporte é branco e azul.

- Revestimentos para eletrodos de reação de evolução de gás para desprendimento eficiente de bolhas[54][55][56]
- Implantes mamários
- Lentes de contato (hidrogéis de silicone, poliacrilamidas, polymacon [en])
- Sustentabilidade da água: Os hidrogéis surgiram como plataformas de materiais promissores para purificação de água movida a energia solar,[57] desinfecção de água[58] e gerador de água atmosférica.[59]
- Fraldas descartáveis onde absorvem a urina ou em absorventes higiênicos[24]
- Curativos para cicatrização de queimaduras ou outras feridas de difícil cicatrização. Os géis [en] para feridas são excelentes para ajudar a criar ou manter um ambiente úmido.
- Eletrodos médicos de EEG e ECG [en] utilizando hidrogéis compostos de polímeros reticulados (óxido de polietileno, poliAMPS [en] e polivinilpirrolidona)
- Encapsulamento de pontos quânticos [en]
- Hidrogéis ambientalmente sensíveis (também conhecidos como "géis inteligentes"). Esses hidrogéis têm a capacidade de detectar mudanças de pH, temperatura ou concentração de metabólito e liberar sua carga como resultado de tal mudança.[60][61][62]
- Fibras [en]
- Cola
- Grânulos para reter a umidade do solo em áreas áridas
- Repelente de bolhas de ar (superaerofobicidade). Pode melhorar o desempenho e a estabilidade dos eletrodos para eletrólise de água.[63]
- Cultivo de células: Poços revestidos com hidrogel têm sido usados para cultura de células.[64]
- Biossensores: Hidrogéis que respondem a moléculas específicas,[65] como glicose ou antígenos, podem ser usados como biossensores, bem como em DDS.[66]
- Transportador de células: Hidrogéis injetáveis podem ser usados para transportar medicamentos ou células para aplicações em regeneração de tecidos ou bioimpressão tridimensional.[67][68][69] Hidrogéis com química reversível são necessários para permitir a fluidização durante a injeção/impressão seguida pela autocura [en] da estrutura original do hidrogel.[70]
- Investigar funções biomecânicas celulares combinadas com microscopia holotomográfica [en]
- Fornece absorção, descamação e desbridamento de tecido necrótico e fibrótico
- Andaimes de engenharia de tecidos. Quando usados como suportes, os hidrogéis podem conter células humanas para reparar tecidos. Eles imitam o microambiente tridimensional (3D) das células.[71] Os materiais incluem agarose, metilcelulose [en], hialuronano, polipeptídeos semelhantes à elastina [en] e outros polímeros derivados naturalmente.
- Sistemas de distribuição de medicamentos [en] de liberação sustentada. A força iônica, o pH e a temperatura podem ser usados como fatores desencadeantes para controlar a liberação do medicamento.[72]
- Revestimento/substituição de janelas: Hidrogéis estão sendo considerados para reduzir a absorção de luz infravermelha em 75%.[73] Outra abordagem reduziu a temperatura interior usando um hidrogel responsivo à temperatura [en].[74]
- Geração de eletricidade termodinâmica: Quando combinado com íons permite a dissipação de calor para dispositivos eletrônicos e baterias e converte a troca de calor em uma carga elétrica.[75]
- Explosivos de gel de água [en]
- Liberação controlada de agroquímicos (pesticidas e fertilizantes)
- Materiais de absorção de choque de Talin [en] - hidrogéis à base de proteínas que podem absorver impactos supersônicos[76]

### Biomateriais
Hidrogéis implantados ou injetados têm o potencial de apoiar a regeneração tecidual por meio de suporte mecânico de tecido, distribuição localizada de medicamentos ou células, imunomodulação [en] ou recrutamento celular local, ou encapsulamento de nanopartículas para terapia fototérmica [en] ou braquiterapia local. Os sistemas poliméricos de administração de medicamentos superaram desafios devido à sua biodegradabilidade, biocompatibilidade e antitoxicidade. Materiais como colágeno, quitosana, celulose e poli(ácido láctico-co-glicólico) foram implementados extensivamente para distribuição de medicamentos a órgãos como olhos, nariz, rins, pulmões, intestinos, pele e cérebro. Os trabalhos futuros centram-se na redução da toxicidade, na melhoria da biocompatibilidade e na expansão das técnicas de montagem.
Os hidrogéis têm sido considerados veículos para distribuição de medicamentos. Eles também podem ser feitos para imitar tecidos da mucosa animal para serem usados para testar propriedades mucoadesivas. Eles foram examinados para uso como reservatórios na administração tópica de medicamentos [en]; particularmente drogas iônicas, administradas por iontoforese.